# Атестаційне тестування
Атестаційне тестування використовується для того, щоб визначити, чи відповідає реалізація системи стандарту, на якому заснована дана реалізація.
Щоб полегшити це завдання, було розроблено безліч тестових процедур і тестових конфігурацій — або розробниками стандартів, або зовнішніми організаціями, що спеціалізуються на тестуванні відповідності стандартам.
Таке тестування гарантує більшу відповідність стандарту. Хоча жодне атестаційне тестування не здатне гарантувати 100%-ву відповідність стандарту, покриття набору тестів може асимптотично прямувати до цієї величини. Продукти, протестовані таким чином, рекламуються як ті, що пройшли сертифікацію на відповідність стандарту зовнішньою організацією, що проводить атестаційне тестування.

## Мережеві протоколи
В атестаційному тестуванні протоколів успішно використовується мова TTCN-3. Зокрема, TTCN-3 використовувався при розробці атестаційних систем тестування SIP, WiMAX і DSRC.